# Issa Katime
Issa Katime Amashta (Barranquilla, Colombia, 9 de noviembre de 1939) es un científico en el campo de la química física macromolecular. Se trasladó a España donde trabaja como catedrático de fisicoquímica en la Universidad del País Vasco. Obtuvo el Premio Nacional de Química de la Real Sociedad Española de Física y Química y el Premio del Instituto de Cultura Hispánica en 1971. Figura entre los científicos españoles más citados según el estudio realizado por la ISI, en el período 1981-1997 con un Índice h de 29, según los resultados de la ISI Web of Knowledge.

## Formación y actividad profesional
Cursó los estudios de la Licenciatura en Ciencias Químicas, en la Facultad de Ciencias Químicas de la Universidad Complutense de Madrid, siendo nombrado profesor ayudante del Departamento de Química Física. En esa misma universidad se doctoró en Ciencias defendiendo el tema "Dispersión de luz del PMMA en disolución", obteniendo la calificación de sobresaliente y Mención Honorífica cum laude, así como el premio a la mejor tesis doctoral, otorgado por el Instituto de Cultura Hispánica en 1971.
En 1966 comienza su trayectoria docente como profesor adjunto del Departamento de Química Física de la Facultad de Ciencias de la Universidad Complutense, puesto que ocupa hasta su traslado a Bilbao, en 1971, a la recién creada Universidad de Bilbao, como Profesor Agregado de Química Física.Uno de los logros más importantes fue descubrir la existencia de transiciones conformacionales en polímeros sintéticos, que hasta el momento sólo era conocida en los biopolímeros.[cita requerida]
A lo largo de cerca de 30 artículos de investigación en revistas internacionales como Macromolecules, Makromolekulare Chemie, Polymer, European Polymer Journal, etc., describió los factores de los que depende dicho fenómeno (peso molecular, estereorregularidad, polaridad, etc.) tanto en disolventes únicos como en mezclas binarias.
Un año después de su incorporación a la Universidad de Bilbao se trasladó temporalmente al Centre de Recherches sur les Macromolecules (actualmente denominado Instituto Charles Sadron) de Estrasburgo (Francia), para realizar una estancia posdoctoral en dicho centro.
Allí trabajó durante tres años junto al profesor Henry Benoit y el Dr. Claude Strazielle en el estudio de la relación que existe entre las transiciones conformacionales de los polímeros sintéticos y la solvatación preferencial. Durante su estancia en Francia se le solicitó su colaboración en la Universidad de Talence para ponerles a punto la técnica de medida de las anisotropías ópticas en polimetacrilatos de bajo peso molecular, ya que estaban interesados en estudiar la influencia de la estereorregularidad de los polímeros en el fenómeno.
A su vuelta a Bilbao organizó el Grupo de Nuevos Materiales y Espectroscopia Supramolecular. Luego decidió comenzar el estudio de las mezclas binarias de polímeros con el fin de encontrar un mecanismo capaz de reutilizar los desechos poliméricos. Estos trabajos le condujeron a abordar el estudio del comportamiento de los copolímeros de bloques (dibloques y tribloques) y de ahí a estudiar los geles e hidrogeles, estudiando su síntesis.
También estudió las reacciones de polimerización por microemulsión, con la colaboración del Profesor Eduardo Mendizábal Mijares de la Universidad de Guadalajara (México). Estos trabajos se reflejan en la publicación de cerca de quinientos artículos de investigación, conferencias en congresos nacionales e internacionales, la dirección de más de cien Tesis de Licenciatura, más de cincuenta Tesis Doctorales y de catorce libros.
En 1968 fue el encargado de impartir por primera vez en la Universidad Complutense de Madrid un curso sobre Macromoléculas, lo que continuó haciendo cuando se trasladó en 1971 a la Universidad del País Vasco. Dicho curso fue pionero en la enseñanza de esta disciplina en España.[cita requerida] Más tarde, en la década de los noventa, puso en marcha la Escuela Internacional de Polímeros, con la colaboración del grupo de polímeros de la Universidad de Los Andes, cuya sede está localizada en Mérida (Venezuela).
Innumerables científicos y estudiantes han realizado sus tesis doctorales y estancias científicas en las instalaciones del Grupo de Nuevos Materiales y Espectroscopia Supramolecular de la Facultad de Ciencia y Tecnología de la Universidad del País Vasco UPV/EHU.

## Premios y reconocimientos
Obtuvo el Premio Nacional de Química de la Real Sociedad Española de Física y Química y el Premio del Instituto de Cultura Hispánica en 1971.
La Universidad Industrial de Santander (UIS) de Colombia le otorgó el nombramiento de “Docente visitante”, mientras que la Universidad de La Habana lo nombró "Profesor Invitado"

## Cargos
| Año                                             | Cargo |
| ----------------------------------------------- | --- |
| 1964 - 2010                                     | Miembro de la Real Sociedad Española de Física y Química |
| 1974 - 2010                                     | Director del Grupo de Nuevos Materiales del Departamento de Química Física de la Facultad de Ciencias de la Universidad del País Vasco. |
| 1978 - 1984                                     | Director Adjunto del Departamento de Química Física de la Facultad de Ciencias de la Universidad del País Vasco. |
| 1979 - 1981                                     | Representante de la Facultad de Ciencias en la Comisión de Investigación de la Universidad del País Vasco. |
| 1980 - 1992                                     | Vicepresidente de la Asociación Nacional de Químicos Españoles (ANQUE) |
| 1985 - 2010                                     | Miembro del Grupo de Cromatografía y Técnicas Afines |
| 1986- 1988                                      | Miembro de la primera Comisión de Doctorado de la Universidad del País Vasco. |
| 1 de noviembre de 1986 a 6 de noviembre de 1991 | Director del Departamento de Química Física de la Facultad de Ciencias de la Universidad del País Vasco. |
| 1988 - 1990                                     | Miembro del Advisory Board de la revista British Polymer Journal |
| 1988 - 1992                                     | Director de la Sección Departamental de Polímeros del Departamento de Química Física de la Facultad de Ciencias de la Universidad del País Vasco |
| 1988 - 1995                                     | Miembro de la Royal Society of Chemistry |
| 1989 - 2003                                     | Miembro de la Junta Directiva de la Sociedad de Polímeros Española |
| 1990 - 1994                                     | Miembro de la Junta Directiva del Grupo de Cromatografía y Técnicas Afines (GCTA) |
| 1991 - 2010                                     | Miembro del Advisory Board de la revista International Polymer Journal. |
| 1993 - 2000                                     | Miembro del Comité Editorial de la revista de Cromatografía y Técnicas Afines |
| Julio de 1994 - 2010                            | Presidente de la Sección de Químicas. |
| 2009 - 2010                                     | Editor de la Revista Iberoamericana de Polímeros |
| 2009 - 2010                                     | Miembro del Consejo Vasco de Universidades del Gobierno Vasco |
|                                                 | Socio fundador y miembro de la Junta Directiva de la Sociedad Española de Reología |
|                                                 | Evaluador de las más importantes revistas internacionales del área de los polímeros: Macromolecules, Polymer, Die Makromolekulare Chemie, Polymer (Japón), Journal of Polymer Science, Journal of Applied Polymer Science, Langmuir, Polymer International, Journal of Biomaterial Science, Polymer Reviews, Polymer Bulletin, etc. |

## Labor Investigadora
| Cifra     | Observación                                               |
| --------- | --------------------------------------------------------- |
| 342       | Publicaciones en Revistas Internacionales                 |
| 94        | Publicaciones en revistas Nacionales Tesis y Tesinas      |
| 54        | Tesis Doctorales dirigidas                                |
| 101       | Tesinas de Licenciatura dirigidas                         |
| 300       | Participaciones en Congresos Nacionales e Internacionales |
| 106       | Ponencias, conferencias y cursos dictados                 |
| Más de 50 | Proyectos de Investigación de los que ha formado parte.   |

Además posee un Índice h de 29 en 2013 y es uno de los científicos más citados durante el periodo 1981-97

## Libros
- "Problemas de Química Superior", Editorial Urmo, Bilbao 1978 ISBN 978-84-7360-049-1
- "Problemas de Química Física Macromolecular", Editorial Del Castillo, Madrid 1979 ISBN
- "A la búsqueda del Infinito (Modelos del Universo)", Editorial Alhambra, Madrid 1980 ISBN 978-84-205-0765-1
- "Ejercicios y Problemas de Química Superior", Editorial Tebar, Madrid 1984 ISBN 978-84-7360-049-1
- "Termodinámica de los procesos irreversibles. Reacciones oscilantes", Editorial de la Universidad del País Vasco, Bilbao 1984 ISBN 978-84-7585-012-2
- Escribió el capítulo "Scattering Properties; Light and X-Rays" del libro "Comprehensive Polymer Science", Pergamon Press, Oxford 1989
- "Química Física Macromolecular". Editorial de la Universidad del País Vasco, Bilbao 1994 ISBN
- “Problemas de Química Física Macromolecular”. Editorial de la Universidad del País Vasco, Bilbao 1994 SBN 13: 978-84-7585-583-7
- Escribió el capítulo "Light Scattering of Polymers" del libro "The Encyclopedia of Advanced Materials", D. Bloor, R.J. Brook, M.C. Flemings and S. Mahajan (Editores), Pergamon Press, Oxford 1994
- Escribió el capítulo "Hydrogen-bonded blends", I. Katime y C. Cesteros, CRC Polymeric Materiales (1996)
- Escribió el capítulo "Block Copolymers: Micellization in Solution", J.R. Quintana, M. Villacampa e I. Katime, CRC Polymeric Materiales (1996)
- "Cromatografía líquida: teoría y aplicaciones”. I. Katime, O. Katime t D. Katime. Editorial de la Universidad de Guadalajara. Guadalajara. Jalisco (México) 1998
- "Química Física Macromolecular. II. Disoluciones y Estado Sólido". I. Katime y C. Cesteros, Editorial de la Universidad del País Vasco, Bilbao 2002 ISBN 978-84-8373-467-4
- “Los materiales inteligentes de este Milenio: los hidrogeles polímeros”. I. Katime, O. Katime y D. Katime. Editorial de la Universidad del País Vasco, Bilbao 2004 ISBN 978-84-8373-637-1
- "Swelling behavior of polymeric networks based on N-isopropylacrylamide and N,N-dimethylacriylamide hydrogels", D. Garcia, J.L. Escobar, N. Bada e I. Katime, pag 11-50. Capítulo del libro "Chemical Reactions in Liquid and Solid Phase: Kinetics and Thermodynamics” G.E. Zaikov, A. Jiménez (Editores): Nova Science Publishers Inc, New York, USA, 1-10 (2003). ISBN 1-59033-854-5
- “Los materiales inteligentes de este Milenio: los hidrogeles polímeros”, I. Katime, O. Katime y D. Katime. Editorial de la Universidad del País Vasco, Bilbao 2004. ISBN 84-8373-637-3
- “Cromatografía líquida. Teoría y aplicaciones”, I. Katime. Capítulo del libro: “Polímeros: Características, Propiedades y Nuevas Aplicaciones”. Editorial: Escuela Internacional de Polímeros. ISBN 980-11-0807-X Mérida, Venezuela 2004
- Escribió el capítulo “Compatibilidad de mezclas de polímeros” I. Katime, del libro “Biomateriales, polímeros petroquímicos y sus mezclas: Características y nuevos hallazgos”. Universidad de Los Andes. ISBN 980-11-1003-1 Mérida Venezuela, 2006
- Escribió el capítulo “Microemulsion Polymerization Process: Theory, Development and Applications” L.G. Guerrero e I. Katime, del libro “Handbook of Hydrogels: Properties, Preparation & Applications” David B. Stein (Editor) de la serie: Chemical Engineering Methods and Technology. Nova Science Publishers Inc, New York (USA) 2009. ISBN 978-1-60741-702-6
- “Introducción a la Ciencia de los materiales polímeros: Síntesis y caracterización”. I. Katime, O. Katime y D. Katime. Servicio Editorial de la Universidad del País Vasco, Bilbao 2010. ISBN 978-84-9860-356-9